# Gorytes
Genre
Synonymes
- Pseudoplisus
- Leiogorytes

Gorytes est un genre d'insectes hyménoptères de la famille des crabronidés, de la sous-famille des bembicinés.

## Liste des espèces rencontrées en Europe
- Gorytes africanus
- Gorytes albilabris
- Gorytes fallax
- Gorytes foveolatus
- Gorytes kohlii
- Gorytes laticinctus
- Gorytes neglectus
- Gorytes nigrifacies
- Gorytes planifrons
- Gorytes pleuripunctatus
- Gorytes procrustes
- Gorytes quadrifasciatus
- Gorytes quinquecinctus
- Gorytes quinquefasciatus
- Gorytes schlettereri
- Gorytes schmiedeknechti
- Gorytes sulcifrons